# Ударник
Ударникът е детайл от ударно-спусковия механизъм в съвременното огнестрелно оръжие. Представлява шиш, който при изстрел извършва постъпателно движение и със своя преден край (ударна игла, среща се и като „жило“) разбива капсула. Ударникът се привежда в движение от бойната (винтовката на Мосин) или възвратно-бойната пружина или непосредствено (при пистолета на Браунинг образец 1910 г.), или чрез петлето (при пистолета ПМ, автомата на Калашников), затворната рама (ръчната картечница ДП), специално лостче (пистолет на Браунинг обр. 1900 г.). В повечето картечни пистолети ударникът е неподвижно закрепен на затвора.
В много системи ударникът се подпира от малка пружина, за да не може иглата случайно да удари по капсула, например, при силно сътресение на оръжието.